# Juri Timofejewitsch Smoljakow
Juri Timofejewitsch Smoljakow (russisch Юрий Тимофеевич Смоляков; * 20. September 1941 in Woronesch, Russische SFSR) ist ein ehemaliger sowjetischer Degenfechter.

## Erfolge
Juri Smoljakow wurde 1966 in Moskau mit der Mannschaft Vizeweltmeister. Zweimal nahm er an Olympischen Spielen teil: 1964 belegte er in Tokio im Mannschaftswettbewerb den siebten Platz. Bei den Olympischen Spielen 1968 in Mexiko-Stadt erreichte er mit der sowjetischen Equipe ungeschlagen das Finale, in dem sie sich Ungarn mit 4:7 geschlagen geben musste. Gemeinsam mit Hryhorij Kriss, Wiktor Modsolewski, Alexei Nikantschikow und Jossyp Witebskyj erhielt er die Silbermedaille.